# Bernard Lanneau
Pour les articles homonymes, voir Lanneau.
 (janvier 2020).
Bernard Lanneau est un acteur et directeur artistique français particulièrement actif dans le doublage. Il est notamment la voix française régulière de Dennis Quaid, Kevin Costner, Alec Baldwin, Michael Keaton, Bruce Greenwood, Jeff Goldblum et Richard Burgi.

## Biographie

### Doublage
Très actif dans le doublage depuis les années 1980, Bernard Lanneau est la voix française régulière de Dennis Quaid, Kevin Costner, Alec Baldwin, Richard Burgi mais aussi Bruce Greenwood, Jimmy Smits et Michael Keaton ainsi qu'une des voix de Jeff Goldblum et Dylan Baker.
Au sein de l'animation, il est notamment la voix d'Aaron dans Le Prince d'Égypte, de Raiden, le Roi-Lune dans Kubo et l'Armure magique, et plus récemment celle d'Arsène et de Lunaris dans le reboot de La Bande à Picsou.
Présent dans de nombreux jeux vidéo, il est notamment, dans les jeux The Witcher, la voix du roi des mendiants dans The Witcher 3: Wild Hunt et d'Ardal aep Dahy dans Thronebreaker: The Witcher Tales.
Il est également la voix de Raziel dans la série Legacy of Kain à partir du second jeu, de Zathrian dans Dragon Age: Origins, d'Abnur Tharn dans The Elder Scrolls Online ou encore de Rauru dans The Legend of Zelda: Tears of the Kingdom.

## Théâtre
- 1975 : Un mois à la campagne d'Ivan Tourgueniev, mise en scène Jean Meyer, théâtre des Célestins
- 1976-1977 : La Dame de chez Maxim de Georges Feydeau, mise en scène Jean Meyer, théâtre des Célestins
- 1976 : Un mois à la campagne de Ivan Tourgueniev, mise en scène Jean Meyer, théâtre des Célestins
- 1978 : Notre-Dame de Paris d'après Victor Hugo, mise en scène Robert Hossein, Palais des sports de Paris
- 1979 : Le Tour du monde en quatre-vingts jours de Pavel Kohout d'après Jules Verne, mise en scène Jacques Rosny, théâtre des Célestins
- 1979 : Bérénice de Jean Racine, mise en scène Marcelle Tassencourt, Festival de Versailles
- 1979 : Athalie de Jean Racine, mise en scène Marcelle Tassencourt, Festival de Versailles
- 1983 : Lorenzaccio d'Alfred de Musset, mise en scène Mario Franceschi, Musique et Danse dans la Ville
- 1984 : La Dernière Classe de Brian Friel, mise en scène Jean-Claude Amyl, théâtre des Mathurins
- 1985 : Hugo l'homme qui dérange de Claude Brulé, mise en scène Paul-Émile Deiber, Théâtre national de l'Odéon
- 1986 : Horace de Pierre Corneille, mise en scène Marcelle Tassencourt et Thierry Maulnier, Festival de Versailles
- 1987 : Polyeucte de Pierre Corneille, mise en scène Marcelle Tassencourt et Thierry Maulnier, Festival de Versailles
- 1987 : Le Pyromane de Jean-Marie Pélaprat, mise en scène Francis Joffo, Petit-Odéon
- 1988 : Le Prince de Hombourg de Heinrich von Kleist, mise en scène Jacques Mauclair, théâtre Mouffetard
- 1993 : La Ronde d'Arthur Schnitzler, mise en scène Georges About, théâtre Marie-Stuart
- 1993 : Le Cardinal d'Espagne d'Henry de Montherlant, mise en scène Raymond Gérôme, théâtre de la Madeleine
- 2000 : Becket ou l'Honneur de Dieu de Jean Anouilh, mise en scène Didier Long, théâtre de Paris
- 2005 : Le Baiser sur l’asphalte de Nélson Rodrígues, mise en scène Thomas Quillardet, théâtre Mouffetard
- 2009 : L'Âne et le Ruisseau d'Alfred de Musset, mise en scène Bernard Lanneau, Alambic-Comédie
- 2016 : Jean-Paul II, Antoine Vitez : Rencontre à Castel Gandolfo de Jean-Philippe Mestre, mise en scène Pascal Vitiello, théâtre La Bruyère

## Filmographie

### Cinéma
- 1987 : La Rumba : Charly
- 1994 : La Vengeance d'une blonde : le commissaire de police
- 2005 : Nuit noire, 17 octobre 1961 : Jean-Robert
- 2007 : 99 francs : la voix de la publicité
- 2010 : Les Aventures extraordinaires d'Adèle Blanc-Sec : le narrateur
- 2018 : Les Tuche 3 : le général des armées
- 2020 : De Gaulle : Dr Turpin

### Télévision
- 1976 : Au théâtre ce soir : Un mois à la campagne d'Ivan Tourgueniev, mise en scène Jean Meyer, réalisation Pierre Sabbagh, théâtre Édouard-VII
- 1977 : Au théâtre ce soir : Nuit folle de Paul Gerbert, mise en scène Jacques Ardouin, réalisation Pierre Sabbagh, théâtre Marigny
- 1979 : Au théâtre ce soir : Miss Mabel de Robert Cedric Sherriff, mise en scène René Clermont, réalisation Pierre Sabbagh, théâtre Marigny
- 1979 : Le Tour du monde en quatre-vingts jours, téléfilm d'André Flédérick
- 1984 : Rue Carnot[Quoi ?]
- 1988 : Les Cinq Dernières Minutes, épisode Mystère et pommes de pin de Jean-Pierre Desagnat
- 2003 : Joséphine, ange gardien, épisode Sens dessus dessous (7. 4) : Monsieur Brochard
- 2005 : Julie Lescaut, épisode Frères d'arme (14.5) : Monsieur Devers
- 2005 : La Bonne Copine de Nicolas Cuche
- 2005 : RIS police scientifique de Stéphane Kaminka, épisode un homme à la dérive (1.5-6)
- 2012 : Jeux dangereux de Régis Musset
- 2013 : Palmashow, l'émission, sketch Quand ils se préparent (émission 9) : le père de la mariée
- 2019 : Baron noir, épisode Ahou ! (3.8) : Membre du Conseil Constitutionnel

## Doublage
Note : Les dates en italique correspondent aux sorties initiales des films dont Bernard Lanneau a assuré le redoublage où le doublage tardif.

### Cinéma

#### Films
- Dennis Quaid dans :
  - L'Aventure intérieure (1987) : Tuck Pendleton
  - Mort à l'arrivée (1988) : Dexter Cornell
  - Pas de vacances pour les Blues (1993) : Jefferson Blue
  - Amour et Mensonges (1995) : Eddie Bichon
  - Savior (1998) : Joshua Rose
  - L'Enfer du dimanche (1999) : Jack 'Cap' Rooney
  - Fréquence interdite (2000) : Franck Sullivan
  - Traffic (2000) : Arnie Metzger
  - Rêve de champion (2002) : Jimmy Morris
  - Loin du paradis (2002) : Franck Whitaker
  - Alamo (2004) : Sam Houston
  - Le Jour d'après (2004) : Jack Hall
  - Le Vol du Phœnix (2004) : Frank Towns
  - En bonne compagnie (2005) : Dan Foreman
  - Une famille 2 en 1 (2006) : Franck Beardsley
  - American Dreamz (2006) : Président Staton
  - Angles d'attaque (2008) : Thomas Barnes
  - Smart People (2008) : Lawrence Wetherhold
  - The Express (2008) : Ben Schwartzwalder
  - Les Cavaliers de l'Apocalypse (2009) : Aidan Breslin
  - G.I. Joe : Le Réveil du Cobra (2009) : General Hawk
  - Pandorum (2009) : Lieutenant Payton
  - Légion (2010) : Bob Hanson
  - Footloose (2011) : Révérend Shaw Moore
  - Nuits noires (2011) : Ely
  - Ce qui vous attend si vous attendez un enfant (2012) : Ramsey
  - The Words (2012) : Clay Hammond
  - At Any Price (2013) : Henry Whipple
  - My Movie Project (2013) : Charlie Wessler
  - Truth : Le Prix de la vérité (2015) : Colonel Roger Charles
  - Mes vies de chien (2017) : Ethan (adulte)
  - Kin : Le Commencement (2018) : Hal
  - Mes autres vies de chien (2019) : Ethan
  - Midway (2019) : le vice-amiral William « Bull » Halsey
  - Blue Miracle (2021) : Wade Malloy
  - The Substance (2024) : Harvey
- Kevin Costner dans :
  - Robin des Bois, prince des voleurs[1] (1991) : Robin De Locksley
  - JFK (1991) : Jim Garrison
  - Bodyguard (1992) : Franck Farmer
  - Un monde parfait (1993) : Robert « Butch » Haynes
  - Wyatt Earp (1994) : Wyatt Earp
  - Tin Cup (1996) : Roy « Tin Cup » McAvoy
  - Postman (1997) : Le Facteur
  - Une bouteille à la mer (1999) : Garret Blake
  - Treize Jours (2001) : Kenny O'Donnell
  - Destination: Graceland (2001) : Thomas J. Murphy
  - Apparitions (2002) : Joe Darrow
  - Open Range (2004) : Charley Waite
  - Les Bienfaits de la colère (2005) : Denny Davies
  - La rumeur court… (2005) : Beau Burroughs
  - Coast Guards (2006) : Ben Randall
  - Mr. Brooks (2007) : Mr Earl Brooks
  - Swing Vote : La Voix du cœur (2008) : Bud Johnson
  - Instinct de survie (2009) : John James
  - The Company Men (2011) : Jack Dolan
  - Man of Steel (2013) : Jonathan Kent
  - The Ryan Initiative (2014) : William Harper
  - 3 Days to Kill (2014) : Ethan Runner
  - Le Pari (2014) : Sonny Weaver
  - Black or White (2014) : Elliot Anderson
  - Batman v Superman : L'Aube de la justice (2016) : Jonathan Kent
  - Criminal : Un espion dans la tête (2016) : Jericho Stewart
  - Les Figures de l'ombre (2017) : Al Harrison
  - Le Grand Jeu (2018) : Larry Bloom
  - The Highwaymen (2019) : Frank Hamer
  - Dans les yeux d'Enzo (2019) : Enzo (voix)
  - L'Un des nôtres (2020) : George Blackledge
  - Zack Snyder's Justice League (2021) : Jonathan Kent (caméo vocal)
  - Horizon : Une saga américaine, chapitre 1 (2024) : Hayes Ellison
- Alec Baldwin dans :
  - La Chanteuse et le Milliardaire (1991) : Charley Pearl
  - Malice (1993) : Dr Jed Hill
  - Guet-apens (1994) : Carter « Doc » McCoy
  - Vengeance froide (1996) : Dave Robicheaux
  - Les Fantômes du passé (1996) : Bobby DeLaughter
  - Looking for Richard (1996) : Clarence
  - À couteaux tirés (1997) : Robert Green
  - Comme un voleur (1999) : Mackin
  - Séquences et Conséquences (2001) : Bob Barrenger
  - Lady Chance (2003) : Shelly Kaplow
  - The Last Shot (2004) : Joe Devine
  - Aviator (2004) : Juan Trippe
  - Braqueurs amateurs (2005) : Jack McCallister
  - Raisons d'État (2006) : Sam Murach
  - Les Infiltrés (2006) : Capitaine George Ellerby
  - Une fille à la page (2007) : Archie Knox
  - La Copine de mon meilleur ami (2009) : Professeur William Turner
  - Ma vie pour la tienne (2009) : Campbell Alexander
  - Pas si simple (2009) : Jake Adler
  - Rock Forever (2012) : Dennis Dupree
  - To Rome with Love (2012) : John
  - Blue Jasmine (2013) : Hal
  - Still Alice (2014) : John Howland
  - Welcome Back (2015) : général Dixon
  - Mission impossible : Rogue Nation (2015) : Alan Hunley
  - Seul contre tous (2016) : Julian Bailes
  - L'Exception à la règle (2016) : Robert Maheu
  - Mission impossible : Fallout (2018) : Alan Hunley
  - BlacKkKlansman : J'ai infiltré le Ku Klux Klan (2018) : Dr Kennebrew Beaureguard
  - A Star Is Born (2018) : lui-même
  - Famille indigne (2019) : Frank Teagarten
  - Framing John DeLorean (2019) : John DeLorean
  - Brooklyn Affairs (2019) : Moses Randolph
- Michael Keaton dans :
  - My Life (1993) : Bob Jones
  - Le Journal (1994) : Henry Hackett
  - Chérie, vote pour moi (1994) : Kevin Vallick
  - Hors d'atteinte (1998) : Ray Nicolette
  - Un tueur aux trousses (2001) : Martin Raikes
  - Very Bad Cops (2010) : Capitaine Gene Mauch
  - RoboCop (2014) : Raymond Sellars
  - Need for Speed (2014) : Monarch
  - Birdman (2014) : Riggan Thomson / Birdman
  - Spotlight (2015) : Walter Robinson
  - Le Fondateur (2016) : Ray Kroc
  - Spider-Man: Homecoming (2017) : Adrian Toomes / le Vautour
  - American Assassin (2017) : Stan Hurley
  - Dumbo (2019) : V. A. Vandemere
  - Les Sept de Chicago (2020) : Ramsey Clark
  - À quel prix ? (2021) : Kenneth « Ken » Feinberg
  - La Protégée (2021) : Rembrandt
  - Morbius (2022) : Adrian Toomes / Le Vautour
  - The Flash (2023) : Bruce Wayne / Batman (univers alternatif)
  - Knox (2023) : John « Aristotle » Knox
  - Beetlejuice Beetlejuice (2024) : Beetlejuice
- Bruce Greenwood dans :
  - Drôles de pères (1997) : Bob Andrews
  - Antartica, prisonniers du froid (2006) : Davis McClaren
  - Déjà vu (2006) : Jack McCready
  - Benjamin Gates et le Livre des secrets (2007) : le Président des États-Unis
  - Rex, chien pompier (2007) : Connor Fahey
  - Star Trek (2009) : Capitaine Pike
  - The Dinner (2010) : Lance Fender
  - Flight (2012) : Charlie Anderson
  - The Place Beyond the Pines (2013) : Bill Killcullen
  - Star Trek Into Darkness (2013) : Capitaine Pike
  - Good Kill (2014) : colonel Jack Johns
  - Père et Fille (2015) : William
  - Gold (2016) : Mark Hancock
  - Jessie (2017) : Gerald Burlingame
  - Kingsman : Le Cercle d'or (2017) : le président des États-Unis
  - The Secret Man: Mark Felt (2017) : Sandy Smith
  - Doctor Sleep (2019) : Dr John Dalton
- Jeff Goldblum dans :
  - The Tall Guy (1989) : Dexter King
  - Independence Day (1996) : David Levinson
  - Man of the Year (2006) : Alan Stewart
  - Adam Resurrected (2009) : Adam Stein
  - Morning Glory (2010) : Jerry Barnes
  - The Grand Budapest Hotel (2014) : Kovacs
  - Independence Day: Resurgence (2016) : David Levinson
  - Thor: Ragnarok (2017) : le Grand Maître
  - Hotel Artemis (2018) : Niagara / Wolf King
  - Asteroid City (2023) : l'alien
- Richard Burgi dans :
  - Cellular (2004) : Craig Martin
  - Vendredi 13 (2009) : Shérif Bracke
  - The Green Inferno (2013) : Charles
  - 13 Sins (2014) : Kopeckny

- Christopher Walken dans :
  - Meurtres en cascade (1979) : Eckart
  - Pulp Fiction (1994) : le Capitaine Koons
  - Basquiat (1997) : le journaliste

- Jimmy Smits dans :
  - Dans la peau d'une blonde (1991) : Walter Stone
  - L'Élue (2004) : l'agent John Travis
  - D'où l'on vient (2021) : Kevin Rosario

- Kyle MacLachlan dans :
  - Pour une nuit (1997) : Vernon
  - La Prophétie de l'horloge (2018) : Isaac Izard
  - Capone (2020) : Dr Karlock

- Douglas Reith dans : 
  - Downton Abbey (2019) : Lord Merton
  - SAS: Rise of the Black Swan (2021) : Sir Charles Whiteside
  - Downton Abbey 2 : Une nouvelle ère (2022) : Lord Merton

- Kenneth Branagh dans :
  - Dead Again (1991) : Roman Strauss / Mike Church
  - Mystère à Venise (2023) : Hercule Poirot

- Pierce Brosnan dans :
  - Mars Attacks! (1996) : Le Professeur Donald Kessler
  - I.T. (2016) : Mike Regan

- Tom Amandes dans : 
  - Au revoir à jamais (1996) : Hal
  - A Million Little Pieces (2018) : Dr Baker

- Ray Liotta dans :
  - Mémoires suspectes (1997) : Dr Davis Krane
  - Blonde sur ordonnance (2014) : Jack Roberts

- Don Johnson dans :
  - Goodbye Lover (1998) : Ben Dunmore
  - À couteaux tirés (2019) : Richard Drysdale

- Sam Robards dans :
  - American Beauty (1999) : Jim « JB » Berkley
  - Space Cadet (en) (2024) : Calvin Simpson

- Hanns Zischler dans :
  - L'absent (2008) : Thomas Richter
  - Black Island (2021) : Friedrich Hansen

- Jon Tenney dans :
  - Le Beau-père (2009) : Jay Harding
  - Green Lantern (2011) : Martin Jordan

- Mark Hamill dans :
  - Star Wars, épisode VIII : Les Derniers Jedi (2017) : Luke Skywalker
  - Star Wars, épisode IX : L'Ascension de Skywalker (2019) : Luke Skywalker

- Alfredo Castro dans :
  - Sayen : La Route asséchée (2023) : Salazar
  - Sayen : La Chasseresse (2024) : Salazar
- 1932[n 1] : La Grande Muraille : Dr Robert « Bob » Strike (Gavin Gordon)
- 1950[n 1] : Winchester '73 : Steve Miller (Charles Drake)
- 1955[n 2] : La Plume blanche : Little Dog (Jeffrey Hunter)
- 1962[n 3] : Lawrence d'Arabie : Thomas Edward Lawrence (Peter O'Toole)
- 1965[n 1] : Daisy Clover : Lewis Wade (Robert Redford)
- 1970[n 4] : Jules César : Brutus (Jason Robards)
- 1974[n 2] : Phantom of the Paradise : le narrateur [Qui ?] (voix)
- 1987 : Predator : Hawkins (Shane Black)
- 1987 : La Veuve noire : détective Ricci (Leo Rossi)
- 1987 : Les Incorruptibles : lieutenant Anderson (Peter Aylward)
- 1988 : Jeu d'enfant : Mike Norris (Chris Sarandon)
- 1988 : La Septième Prophétie : M. Huberty (Ian Buchanan)
- 1989 : Retour vers le futur 2 : le narrateur faisant l'éloge de Biff Tannen (Neil Ross)
- 1989 : MAL : Mutant aquatique en liberté : McBride (Greg Evigan)
- 1989 : Tap : Bob Wyhte (Terrence E. McNally)
- 1991 : King Ralph : le roi Mulambon (Rudolph Walker)
- 1991 : À propos d'Henry : Bruce (Bruce Altman)
- 1991 : Lucky Luke : Virgil (Neil Summers)
- 1992 : Les Aventures d'un homme invisible : Richard (Gregory Paul Martin)
- 1992 : Bob Roberts : Dan Riley (Peter Gallagher) / Rock Bork (Fisher Stevens)
- 1992 : Un faire-part à part : Frank Scanlan (William Petersen)
- 1993 : Red Rock West : Jim (Craig Reay)
- 1994 : Giorgino : Giorgio Volli (Jeff Dahlgren)
- 1994 : Les Patriotes : Rosen [Qui ?]
- 1995 : Braveheart : Robert Le Bruce (Angus Macfadyen)
- 1995 : Apollo 13 : Deke Slayton (Chris Ellis)
- 1995 : Duo mortel : Les Goodwin (Daniel Hugh Kelly)
- 1995 : Miami Rhapsodie : Peter (Mark Blum)
- 1995 : The Demolitiolist : Professeur Jack Crowley (Bruce Abbott)
- 1996 : Broken Arrow : Capt. Riley Hale (Christian Slater)
- 1996 : Twister : Bill Harding (Bill Paxton)
- 1996 : Roméo + Juliette : Rich Ranchidis (Michael Corbett)
- 1996 : La Course au jouet : Ted Maltin (Phil Hartman)
- 1997 : Maman, je m'occupe des méchants ! : Jack Pruitt (Kevin Kilner)
- 1998 : Vampires : Tony Montoya (Daniel Baldwin)
- 1999 : Jackie Chan à Hong Kong : C.N. Chan (Jackie Chan)
- 2001 : Replicant : l'agent Stan Reisman (Ian Robison)
- 2003 : Cypher : Morgan Sullivan / Jack Thursby / Sebastian Rooks (Jeremy Northam)
- 2003 : Le Médaillon : Snakehead (Julian Sands)
- 2003 : Le Dernier Samouraï : le lieutenant colonel Benjamin Bagley (Tony Goldwyn)
- 2003 : La Recrue : Denis Slayne (Karl Pruner)
- 2004 : Resident Evil: Apocalypse : Dr. Charles Ashford (Jared Harris)
- 2004 : FBI : Fausses blondes infiltrées : Warren Vandergeld (John Heard)
- 2004 : Godsend, expérience interdite : Paul Duncan (Greg Kinnear)
- 2005 : Otage : Joe Mack (Jamie McShane)
- 2006 : Good Night and Good Luck : Jesse Zousmer (Tate Donovan)
- 2006 : La Vie des autres : Anton Grubitz (Ulrich Tukur)
- 2008 : Le Garçon au pyjama rayé : Ralf (David Thewlis)
- 2008 : Lovers : Kenneth Kepesh (Peter Sarsgaard)
- 2008 : Informers : Les Price (Chris Isaak)
- 2008 : Rachel se marie : Paul Buchman (Bill Irwin)
- 2009 : Un hiver à Central Park : Jack Woolf (Scott Cohen)
- 2011 : Sans identité : Martin B. (Aidan Quinn)
- 2012 : L'Aube rouge : Tom Eckert (Brett Cullen)
- 2013 : Trance : le chirurgien (Simon Kunz)
- 2013 : Dans l'ombre de Mary : Diarmuid Russell (Ronan Vibert)
- 2014 : Balade entre les tombes : Ray (David Harbour)
- 2015 : Cœur de dragon 3 : La Malédiction du sorcier : Drago (Ben Kingsley) (voix)
- 2015 : The Boy : John Henley (David Morse)
- 2016 : The Revenge : le gouverneur Merserve (Patrick St. Esprit)
- 2017 : 6 Days : le colonel Mike Rose (Robert Portal)
- 2018 : Step Sisters (en) : Dean Berman (Robert Curtis Brown)
- 2018 : Johnny English contre-attaque : Pegasus (Adam James (en))
- 2018 : Colette : Henry « Willy » Gauthier-Villars (Dominic West)
- 2018 : Une femme d'exception : le juge Daugherty (Francis X. McCarthy)
- 2018 : Bel Canto : Joachim Messner (Sebastian Koch)
- 2018 : Patrick : Alan (Peter Davison)
- 2018 : Every Day : Nick (Michael Cram)
- 2019 : Le Cas Richard Jewell : Patrick Williams (Robert C. Treveiler)
- 2020 : Les crimes qui nous lient : ? (?)
- 2021 : L'ultimo Paradiso : Cenz'u Diavul (Rocco Ricciardulli)
- 2021 : Cruella : ? (?)
- 2021 : No Sudden Move : Hugh Naismith (Kevin Scollin)
- 2021 : Ice Road : George Sickle (Matt McCoy (en))
- 2022 : La Ruse : John Cecil Masterman (Alex Jennings)
- 2022 : Rosaline : Lord Capulet (Christopher McDonald)
- 2022 : La Proie du diable : le cardinal Matthews (Ben Cross)
- 2023 : Tetris : Nikolai Belikov (Oleg Stefan)
- 2023 : Retribution : Anders Muller (Matthew Modine)
- 2023 : Nos pires amis 2 : Goe (Arnold Y. Kim)
- 2023 : Maestro : Harry Kraut (Scott Ellis)
- 2024 : Les Couleurs du mal : Rouge : Roman Bogucki (Andrzej Zieliński (pl))

#### Films d'animation
- 1987[2] : Barbie et les Rock Stars[3] : Derek
- 1998 : Le Prince d'Égypte : Aaron
- 1999 : Le Géant de fer : l'homme à lunettes du film que regarde Hogarth Hughes
- 2001 : Final Fantasy : Les Créatures de l'esprit : le capitaine Gray Edwards
- 2007 : Superman : Le Crépuscule d'un dieu : l'officier Tucker, le Maire, un foreur et voix additionnelles
- 2008 : La Ligue des justiciers : Nouvelle Frontière : Le Centre et voix additionnelles
- 2011 : Émilie Joly : le père d'Émilie
- 2014 : Les Nouveaux Héros : Alistair Krei
- 2015 : Batman Unlimited : L'Instinct animal : le Narrateur
- 2016 : Kubo et l'Armure magique : Raiden le Roi Lune
- 2019 : Arctic Dogs : Mission polaire : PB
- 2021 : Evangelion: 3.0+1.0 Thrice Upon a Time : ?
- 2021 : Lego Star Wars : Histoires terrifiantes : Luke Skywalker âgé
- 2021 : Charlotte : M. Schmidt

### Télévision

#### Téléfilms
- Bruce Greenwood dans :
  - Danielle Steel : Naissances (1995) : Andy Douglas
  - Prémonition (1995) : Tom Cavanaugh
  - Sauvez Milly (2005) : Mort Kondracke
  - La Légende de Sérenna (2006) : Hugh Sullivan
  - Dirty Dancing (2017) : Dr Jake Houseman

- Mark Brandon dans : 
  - Le Mariage de ma meilleure amie (2017) : Dr Hastings
  - Réunis par le destin (2019) : Brad Bennett
  - 100% Compatibles (2019) : Douglas Carlton
  - Le Temps de s'aimer (2020) : Chris
  - La Bataille des mariés (2022) : Vic Baldwin

- Richard Burgi dans :
  - Ma famille à tout prix (2004) : Billy Westin
  - Au nom de ma fille (2007) : Josiah Leavitt
  - Les Toiles de Noël (2008) : Bill Kinkade
  - Au cœur de la tornade (2012) : Logan

- Alec Baldwin dans :
  - Un tramway nommé Désir (1995) : Stanley Kowalski
  - Nuremberg (2000) : Robert Jackson
  - Sur le chemin de la guerre (2002) : Robert McNamara
  - La cible oubliée (2003) : Paul Kane

- Michael Keaton dans :
  - En direct de Bagdad (1999) : Robert Wiener
  - Clear History (2013) Joe Stumpo

- Robert Curtis Brown dans :
  - Pandemic : Virus fatal (2007) : Jack Hendler
  - La Fiancée des neiges (2013) : Peters

- 1971 : Columbo : Rançon pour un homme mort : Perkins (Richard Roat[4])
- 1991 : Le Combat des immortels : Urbane (David Scott King)
- 1991 : Amour, Meurtre et Mensonges : David Brown (Clancy Brown)
- 1991 : Le Messager de l'espoir : James O'Hanlan (Richard Thomas)
- 1993 : Angle mort : Doug Kaines (Ron Silver)
- 1993 : Malveillance : l'officier Rob Arnold (Cotter Smith)
- 1994 : Chasseur de sorcières : Finn Macha (Julian Sands)
- 1995 : Au bord du désespoir : Derek Mitchelson (Matt McCoy (en))
- 1997 : Erreur fatale : Ned Covington (Joe Penny)
- 1999 : Le Tourbillon des souvenirs : Matt (David Keith)
- 2000 : La vengeance du tigre blanc : Henry Jeckyll / Edward Hyde (Adam Baldwin)
- 2000 : L'affaire Mary Kay Letourneau : Steve Letourneau (Greg Spottiswood)
- 2001 : Le Crime de l'Orient-Express : Bob Arbuthnot (David Hunt (en))
- 2001 : Conspiration : Wilhelm Stuckart (Colin Firth)
- 2003 : Le Tueur du vol 816 : Justin Shaw (Stephen Lang)
- 2005 : McBride : Un parfum de scandale : Harold Paxton (Joel Polis)
- 2015 : Le renne des neiges : Reginald Buckley (Tim Matheson)
- 2016 : Confirmation (en) : Orrin Hatch (Dylan Baker)
- 2017 : Une famille en morceaux : Ray Lambert (Jon Tenney)
- 2019 : L'Atelier de jouets du Père Noël : Bill Garrison (Ron Lea)
- 2019 : Noël sous un ciel étoilé : Sydney Bellwith (Michael Kopsa)
- 2020 : Sous les coups de mon mari : L'Affaire Lorena Bobbitt : le lieutenant (Hank Slaughter)
- 2021 : Un été à Channing : Fred O'Toole (Bill Winkler)
- 2021 : Mariés à Noël ! : Tom Taylor (Mike Dopud)
- 2022 : Les Origines du péché : La mariée : M. Winfield (Harry Hamlin)
- 2023 : Un merveilleux Noël en famille : Charles (Cameron Bancroft)
- 2024 : De la rumeur au scandale : Richard Arredondo (Harrison Coe)

#### Séries télévisées
- Richard Burgi dans (32 séries) :
  - The Sentinel (1996-1999) : James « Jim » Ellison (65 épisodes)
  - Action (1999) : Cole Riccardi (épisodes 1 et 4)
  - Les Dessous de Veronica (2000) : Mark (saison 3, épisode 12)
  - Providence (2000) : J.D. Scanlon (saison 2, épisode 14)
  - Voilà ! (2000) : Robert Gallatin (saison 5, épisode 7)
  - Washington Police (2000-2003) : le capitaine Vincent Hunter (12 épisodes)
  - Amy (2002-2003) : Michael Cassidy (6 épisodes)
  - Desperate Housewives (2004-2010) : Karl Mayer (46 épisodes)
  - Point Pleasant, entre le bien et le mal (2005) : Ben Kramer (13 épisodes)
  - Las Vegas (2007) : Vince Peterson (4 épisodes)
  - Shark (2007) : Dr Neil Fuller (saison 2, épisode 3)
  - Big Shots (2007) : Gavin Carter (épisode 8)
  - Le Retour de K 2000 (2009) : Jack Hurst (épisode 12)
  - Nip/Tuck (2009) : Dr Logan Taper (saison 5, épisode 21)
  - Harper's Island (2009) : Thomas Wellington (mini-série)
  - New York, unité spéciale (2010) : Richard Morgan (saison 11, épisode 15)
  - NCIS : Enquêtes spéciales (2010) : Randall Hammond (saison 7, épisode 23)
  - Lie to Me (2010) : le gouverneur Charles Brooks (saison 2, épisode 17)
  - Breakout Kings (2011) : Andre Brennan (saison 1, épisode 9)
  - The Glades (2011) : Dr William Grant (saison 2, épisode 7)
  - Castle (2011) : Charlie Turner (saison 4, épisode 8)
  - Chuck (2011) : Clyde Becker dit « L'Effaceur » (4 épisodes)
  - Les Experts : Miami (2012) : Randall Stafford (saison 10, épisode 18)
  - Les Frères Scott (2012) : Ted Davis (saison 9)
  - Burn Notice (2012) : Morris (saison 6, épisode 7)
  - Blue Bloods (2012) : Tommy Mancini (saison 3, épisode 2)
  - Body of Proof (2013) : Dan Russell (saison 3)
  - Devious Maids (2013) : Henri (saison 1, épisode 4)
  - Hawaii 5-0 (2014) : l'agent Novak (saison 4, épisode 22)
  - Rush Hour (2016) : le commandant Todd Taymore (épisode 11)
  - Grand Hotel (2019) : Michael Finn (épisodes 6 et 7)
  - Les Feux de l'amour (2021-2022) : Ashland Locke (119 épisodes)

- Tom Amandes dans (8 séries) :
  - Le Retour des Incorruptibles (1993-1994) : Eliot Ness (42 épisodes)
  - Spin City (2001) : Julian Wheeler (saison 6)
  - JAG (1999-2002) : le commandant John Flagler (3 épisodes)
  - Parenthood (2010-2014) : Dr Pelikan (11 épisodes)
  - Scandal (2012-2014 / 2018) : le gouverneur Samuel Reston (7 épisodes)
  - Mom (2015) : Richard (saison 2, épisode 19)
  - Chicago Fire (2015) : l'inspecteur Ryan Wheeler (saison 4, épisodes 6 à 9)
  - Esprits criminels (2020) : Dr Sebastian Hurst (saison 15, épisode 1)

- Alec Baldwin dans (7 séries) :
  - Friends (2002) : Parker (saison 8, épisodes 17 et 18)
  - Nip/Tuck (2004) : Dr Barett Moore (saison 2, épisode 16)
  - Las Vegas (2004) : Jack Keller (saison 1, épisode 12 et saison 2, épisode 9)
  - 30 Rock (2006-2013) : Jack Donaghy (138 épisodes)
  - New York, unité spéciale (2014) : Jimmy MacArthur (saison 15, épisode 18)
  - En coulisse avec Julie (2017) : Alec Baldwin (épisodes 4 et 13)
  - Dr Death (2021) : Dr Robert Henderson (saison 1)

- Dylan Baker dans (7 séries) :
  - Kings (2009) : William Cross (13 épisodes)
  - Dr House (2010) : Dr Dave Broda (saison 7, épisode 7)
  - Smash (2012-2013) : Roger Cartwright (saison 1, épisodes 1 et 3 puis saison 2, épisode 9)
  - Chicago Fire (2013-2014) : David Arata (saison 2, épisodes 7 et 20)
  - Chicago Police Department (2014) : David Arata (saison 1, épisode 12)
  - Homeland (2018) : le sénateur Sam Paley (saison 7)
  - The Resort (2022) : Carl Knowlston (4 épisodes)

- Bruce Greenwood dans (7 séries) :
  - The River (2012) : Dr Emmet Cole (8 épisodes)
  - Mad Men (2015) : Richard Burghoff (saison 7)
  - American Crime Story (2016) : Gil Garcetti (saison 1)
  - The Resident (2018-2023) : Randolph Bell (107 épisodes)
  - Jett (en) (2019) : M. Carlyle (épisodes 3 et 5)
  - I Know This Much Is True (2020) : Dr Hume (mini-série)
  - La Chute de la maison Usher (2023) : Roderick Usher (mini-série)

- Jimmy Smits dans (6 séries) :
  - La Loi de Los Angeles (1986-1992) : Victor Sifuentes (107 épisodes)
  - Cane : La Vendetta (2007) : Alex Vega (13 épisodes)
  - Sons of Anarchy (2012-2014) : Nero Padilla (38 épisodes)
  - 24 Heures : Legacy (2017) : le sénateur John Donovan (12 épisodes)
  - Murder (2017-2018) : Dr Isaac Roa (13 épisodes)
  - Bluff City Law (2019) : Elijah Strait (10 épisodes)

- Scott Cohen dans (6 séries) :
  - New York Police Blues (2000-2001) : l'inspecteur Harry Denby (9 épisodes)
  - FBI : Portés disparus (2004) : Bernie Scoggins (saison 3, épisode 10)
  - New York, cour de justice (2005-2006) : l'inspecteur Chris Ravell (10 épisodes)
  - Person of Interest (2012) : l'inspecteur Doug Rasmussen (saison 1, épisode 16)
  - Elementary (2014) : Nolan Sharp (saison 2, épisode 15)
  - Les Mystères de Laura (2016) : Vince Deluca (saison 2, épisode 16)

- Dennis Quaid dans (6 séries) :
  - Vegas (2012-2013) : le shérif Ralph Lamb (21 épisodes)
  - Inside Amy Schumer (2015) : le juge / le chef (saison 3, épisodes 2 et 3)
  - Goliath (2019) : Wade Blackwood (saison 3)
  - Merry Happy Whatever (2019) : Don Quinn (8 épisodes)
  - Full Circle (2023) : Jeff McCusker (mini-série)
  - Lawmen : L'Histoire de Bass Reeves (2023) : Sherrill Lynn (mini-série)

- Chris Bruno dans (5 séries) :
  - Dead Zone (2002-2007) : le shérif Walt Bannerman (69 épisodes)
  - Prison Break (2009) : l'agent du FBI Todd Wheatley (saison 4, épisodes 23 et 24)
  - NCIS : Los Angeles (2013) : Dominic Fryman (saison 4, épisode 20)
  - Castle (2014) : Randall Bedford (saison 6, episode 18)
  - The Fosters (2014-2016[n 5] : Adam Stevens (9 épisodes)

- Jeff Goldblum dans (5 séries) :
  - Friends (2003) : Leonard Haze (saison 7, épisode 15)
  - Will et Grace (2005) : Scott Brouillon (saison 7)
  - Inside Amy Schumer (2015) : le président du jury (saison 3, épisode 3)
  - Unbreakable Kimmy Schmidt (2016) : Dr Dave (saison 2, épisode 11)
  - Kaos (depuis 2024) : Zeus

- Jon Tenney dans (5 séries) :
  - The Closer : L.A. enquêtes prioritaires (2005-2012) : l'agent spécial Fritz Howard (109 épisodes)
  - Brothers and Sisters (2009-2010) : Dr Simon Craig (5 épisodes)
  - Major Crimes (2012-2018) : l'agent spécial Fritz Howard (29 épisodes)
  - King and Maxwell (2013) : Sean King (10 épisodes)
  - The Romanoffs (2018) : Eric Ford (épisode 4)

- Robert Curtis Brown dans (5 séries) :
  - Switched (2013) : Ivan Ronan (saison 2)
  - Perception (2014-2015) : Dr Josiah Rosenthal (4 épisodes)
  - Code Black (2016) : le sénateur Darren Stringer (saison 1, épisode 18)
  - Rizzoli and Isles (2016) : Noah Brenner (saison 7, épisode 10)
  - For the People (2019) : le juge Grant Fitzpatrick (saison 2, épisode 5)

- Sam Robards dans (4 séries) :
  - Spin City (1998-1999) : Arthur (saison 3)
  - Gossip Girl (2007-2012) : Howie « le Capitaine » Archibald (16 épisodes)
  - Body of Proof (2011) : Bradford Paige (saison 1, épisode 1)
  - Madam Secretary (2019) : le major Brad Jenkins (saison 6, épisode 4)

- John Terry dans (4 séries) :
  - Lost : Les Disparus (2004-2010) : Dr Christian Shephard (19 épisodes)
  - Into the West (2005) : Jacob Wheeler âgé (mini-série)
  - Trauma (2009-2010) : Dr Lyndon Carnahan (7 épisodes)
  - Brothers and Sisters (2010-2011) : Dr Karl West (5 épisodes)

- Damien Garvey (en) dans (4 séries) :
  - Dr Harrow (2018-2021) : Bryan Nichols (30 épisodes)
  - Le Renard : Prince des voleurs (2023) : le gouverneur Edmund Fox
  - Nautilus (2024) : le directeur Crawley
  - Les Survivants (2025) : Brian Elliot (mini-série)

- Brett Cullen dans :
  - Falcon Crest (1986-1988) : Dan Fixx (53 épisodes)
  - Private Practice (2007) : Alan (saison 1, épisode 5)
  - Damages (2009) : Wayne Surrey (saison 2)

- Paul Satterfield (en) dans :
  - Savannah (1996-1997) : Tom Massick (34 épisodes)
  - Sept à la maison (1997-1998) : le coach Koper (saison 2)
  - Poltergeist : Les Aventuriers du surnaturel (1998) : David Crod (saison 3, épisode 4)

- Christopher Cousins dans :
  - Lipstick Jungle : Les Reines de Manhattan (2008) : Charles Reilly (6 épisodes)
  - Los Angeles, police judiciaire (2010) : l'avocat de Nelson (épisode 5)
  - Ringer (2012) : John Ferriss (épisode 7)

- James McGowan dans :
  - The Girlfriend Experience (2016) : Alex Payton (saison 1, épisodes 6 et 7)
  - Beauty and the Beast (2016) : le colonel Fuller (saison 4, épisode 6)
  - Les Enquêtes de Murdoch (2018-2021) : Dr Forbes (8 épisodes)

- Peter Davison dans :
  - Inspecteur Lewis (2013) : Peter Faulkner (saison 7, épisodes 3 et 4)
  - Meurtres au paradis (2014) : Arnold Finch (saison 3, épisode 2)
  - Les Enquêtes de Vera (2019) : Matthew Wells (saison 9, épisode 1)

- Andrew McFarlane (en) dans :
  - Halifax (1994) : Owen Toser (saison 1, episode 1)
  - Underbelly (2009) : Donald McKay (saison 2, épisode 1)

- Cliff De Young dans :
  - Relativity (1996-1997) : David Lukens (17 épisodes)
  - Togetherness (2015) : Bob (saison 1, épisode 4)

- Christopher Meloni dans :
  - New York Police Blues (1996-1997) : Jimmy Liery (5 épisodes)
  - Happy! (2017-2019) : Nick Sax (18 épisodes)

- Gregory Itzin dans :
  - Le Caméléon (1997) : Phil Campbell (saison 1, épisode 15)
  - Star Trek: Voyager (2000) : Dr Dysek (saison 7, épisode 5)

- Lucky Vanous (en) dans :
  - Brentwood (1997) : Matt Dunning (13 épisodes)
  - La Loi du fugitif (2000-2001) : Chance Bowman (45 épisodes)

- Cameron Daddo dans :
  - Spy Girls (2003-2004) : Quentin Cross (20 épisodes)
  - Mentalist (2011) : David Vance (saison 3, épisode 17)

- Brian Kerwin dans :
  - New York, unité spéciale (2003) : Stanley Billings (saison 4, épisode 19)
  - Nip/Tuck (2005) : Eugene Alderman (saison 3)

- William Fichtner dans :
  - Invasion (2005-2006) : le shérif Tom Underlay (22 épisodes)
  - Veep (2019) : Felix Wade (saison 7, épisode 2)

- Ronan Vibert dans :
  - Rome (2007) : Lépide (saison 2)
  - Hercule Poirot (2010) : le capitaine Dacres (saison 12, épisode 1 : Drame en trois actes)

- Matt Craven dans :
  - Raines (2007) : le capitaine Daniel « Dan » Lewis (7 épisodes)
  - Alcatraz (2012) : M. K. (épisode 13)

- Paul Hickey dans :
  - Whitechapel (2009) : Dr David Cohen (saison 1)
  - Hijack (2023) : Gary

- Kevin Costner dans :
  - Hatfields and McCoys (2012) : William Anderson « Devil Anse » Hatfield (mini-série)
  - Yellowstone (2018-2024) : John Dutton (53 épisodes)

- Richard Dillane dans :
  - Inspecteur Barnaby (2013) : Oliver Ordish (saison 15, épisode 6)
  - Strike Back (2019) : Whitehall (saison 7, épisodes 8 et 10)

- Michael Gross dans :
  - Anger Management (2014) : Dr Randy (saison 2)
  - Togetherness (2016) : M. Pierson (saison 2, épisode 3)

- Simon Kunz dans :
  - Inspecteur Barnaby (2015) : Miles Rattigan (saison 17, épisode 1)
  - Gunpowder (2017) : Lord Howard (mini-série)

- Mark Hamill dans : 
  - The Big Bang Theory (2018) : Mark Hamill (saison 11, épisode 24)
  - What We Do in the Shadows (2020) : Jim le vampire (saison 2, épisode 6)

- Robert Portal (en) dans :
  - Collateral (2018) : le major Tim Dyson (mini-série)
  - Funny Woman (en) (2023) : Valentine Laws (saison 1, épisode 1)

- 1983-1986 : Hooker : Jim Corrigan (James Darren)
- 1985-1987 : Dynastie 2 : Les Colby : Jeff Colby (John James)
- 1986 : La Cinquième Dimension : Simon Locke (Antony Hamilton)
- 1987 : Mariés, deux enfants : Luke Ventura (Ritch Shydner (en)) (saison 1)
- 1989-2013/2022 : Les Feux de l'amour : Clint Radison (James Michael Gregary) (49 épisodes), Keemo Volien-Abbott (Philip Moon) (8 épisodes) et Tucker McCall (William Russ puis Stephen Nichols) (276 épisodes) et Ashland Locke #2 (Robert Newman) (72 épisodes)
- 1994 : Scarlett : Lord Richard Fenton (Sean Bean)
- 1995 : Melrose Place : Nick Diamond (Morgan Stevens) (saison 4)
- 1995-1996 : X-Files : Aux frontières du réel : l'agent Pendrell (Brendan Beiser) (1re voix, saison 1)
- 1995-1997 : Ned & Stacey (en) : Ned Dorsey (Thomas Haden Church) (35 épisodes)
- 1995-1997 : Murder One : l'inspecteur Scotto (Peter Onorati) (6 épisodes)
- 1995-1998 : Seinfeld : Jacopo « J » Peterman (John O'Hurley) (20 épisodes)
- 1996 : Au-delà du réel : L'aventure continue : le sergent Linden Styles (Clancy Brown) (saison 2, épisode 15)
- 1996-1997 : Babylon 5 : l'empereur Cartegia (Wortham Krimmer) (saison 4)
- 1996 / 1997 : Friends : Rob Donnen (Chris Isaak) (saison 2, épisode 12) et le marshal (Reg Rogers) (saison 3)
- 1998 / 2000 : Stargate SG-1 : le guerrier Horus (Michael Tiernan) et Peter Tanner (Robert Lewis)
- 1999 : Hartley, cœurs à vif : Tim Mason (Mark Owen-Taylor (en)) (14 épisodes)
- 1999 : Island détectives : Brad O'Connors (William Sanford)
- 2000-2011 : Inspecteur Barnaby : Dr Clive Warnford (Clive Wood) (saison 3, épisode 2), Melvyn Stockard (Larry Lamb) (saison 4, épisode 4), John Parkway (William Scott-Masson) (saison 8, épisode 2), Keith Carter (Steve Speirs) (saison 8, épisode 7), James Kirkwood (David Yelland) (saison 10, épisode 5), Laurence Fletcher (Simon Dutton) (saison 14, épisode 2)
- 2001-2003 : En immersion : Liam Ketman (Nick Berry) (22 épisodes)
- 2002 : New York, unité spéciale : Joe Sherman (Jay Thomas)
- 2002 : 24 Heures chrono : Ralph Burton (Jim Abele)
- 2002-2004 : Sue Thomas, l'œil du FBI : Matthew « Marty » Pavone (Robert Bidaman)
- 2003 : Preuve à l'appui : Dr Ben Hothorne (Hart Bochner)
- 2004 : The Shield : William Faulks (Clark Gregg) (saison 3, épisodes 10 et 11)
- 2005 : Threshold : Premier Contact : Ed Whitaker (Maurice Godin)
- 2006 : Miss Marple : Jackie Afflick (Martin Kemp)
- 2006-2007 : Dr House : l'inspecteur Michael Tritter (David Morse) (saison 3)
- 2006-2007 : Urgences : le pasteur Watkins (Keith David) (saison 13)
- 2008 : John Adams : Alexander Hamilton (Rufus Sewell) (mini-série)
- 2009 : New York, police judiciaire : Brad Feldman (Bruce Altman)
- 2009 : Ghost Whisperer : Dr Byrd (Michael O'Keefe) (saison 4, épisodes 17 et 18)
- 2009 : Lie to Me : Keith Berenson (Steven Flynn) (saison 1, épisode 3)
- 2010 : The Whole Truth : Carl Bagley (Josh Stamberg) (saison 1)
- 2010-2012 : Borgen, une femme au pouvoir : Frederik Vedfeld (Henrik Prip) (saison 2, épisodes 7 et 8)
- 2012 : The Killing : Mogens Rank (Søren Sætter-Lassen) (saison 3)
- 2012-2014 : The Newsroom : Elliot Hirsch (David Harbour) (10 épisodes)
- 2012-2015 : Downton Abbey : Lord Merton (Douglas Reith) (16 épisodes) et John Ward (Stephen Critchlow) (saison 4, épisode 7)
- 2014 : The Hotwives of Las Vegas : Kelly (Matt Besser) (saison 1)
- 2015-2017 : Jordskott, la forêt des disparus : Gabriel Moreaux (Gerhard Hoberstorfer)
- 2015-2019 : Mr. Robot : Phillip Price (Michael Cristofer) (32 épisodes)
- 2017 : American Gods : Cambro (Ron Lea)
- 2017 : I Love Dick : Sylvere (Griffin Dunne)
- 2017 : Legends of Tomorrow : George Washington (Randall Batinkoff)
- 2017 : Younger : Diego (Victor Webster)
- 2017 : L'Arme fatale : Tom Noble (Andy Buckley) (saison 2, épisode 7)
- 2017 : Angie Tribeca : Mortimer Grosshuile (Stephen Root)
- 2017-2018 : Gone : l'agent fédéral Frank Novak (Chris Noth) (12 épisodes)
- 2018 : Philip K. Dick's Electric Dreams : Odin (Martin Donovan) (épisode 9)
- 2018 : The Terror : le capitaine Francis Crozier (Jared Harris) (10 épisodes)
- 2018 : Ozark : Russell Hodges (Jim Gleason) (saison 2, épisodes 9 et 10)
- 2018 : Code Black : le colonel Martin Willis (David Clennon) (saison 4)
- 2018-2019 : Trapped : Ólafur (Valdimar Örn Flygenring) (9 épisodes)
- 2019 : Lucifer : Jacob Tiernan (Jere Burns)
- 2019 : Bauhaus - Un temps nouveau : Max Greil (Sebastian Blomberg) (mini-série)
- 2019 : Los Angeles : Bad Girls : le capitaine Thomas Hirsh (Evan Handler)
- 2019 : For All Mankind : le général Arthur Weber (Dan Warner)
- 2019-2021 : Riverdale : le gouverneur Dooley (Fred Henderson) (3 épisodes)
- 2020 : The New Pope : Monseigneur Luigi Cavallo (Antonio Petrocelli) (mini-série)
- 2020 : Hunters : Moritz Ehrlich (Ronald Guttman)
- 2020 : Shadowplay : Dr Werner « Engelmacher » Gladow (Sebastian Koch)
- 2020 : Breeders : Michael (Michael McKean) (saison 1)
- 2020 : Après toi, le chaos : Tomás Nogueira  (Alfonso Agra)
- 2020-2021 : Home Before Dark : le maire Jack Fife (Adrian Hough) (11 épisodes)
- 2021 : Halston : Henry le manager de Bergdorf (James Riordan) (mini-série)
- 2021 : Rebel : Mark Duncan (Adam Arkin) (7 épisodes)
- 2021 : Dopesick : Dr Samuel Finnix (Michael Keaton) (mini-série)
- 2021 : MacGyver : Ian Cain (Robert Patrick) (saison 5, épisode 8)
- 2021 : Faking Hitler, l'arnaque du siècle : Hans Stockel (Ulrich Tukur) (mini-série)
- 2021-2022 : S.W.A.T. : Afton (John D'Aquino) (saison 4, épisode 13) et le shérif Doyle (Jeff Corbett) (saison 6, épisode 4)
- depuis 2021 : Hacks : Marty Ghilain (Christopher McDonald)
- 2022 : She-Hulk : Avocate : M. Immortel (David Pasquesi) (mini-série)
- 2022 : The Crown : Robert Fellowes (Andrew Havill)
- 2023 : Perry Mason : Lydell McCutcheon (Paul Raci (en)) (saison 2)
- 2023 : New York, crime organisé : Eamon Murphy (Timothy V. Murphy (en)) (saison 3)
- 2023 : Faux Profil : Pedro Ferrer (Víctor Mallarino (es))
- 2023 : Ghosts of Beirut (en) : William Buckley (en) (Garret Dillahunt) (mini-série)
- 2023 : Tout le monde aime les diamants : Levi (Elia Schilton (it))
- 2024 : Sexy Beast (en) : Dominic McGraw (Peter Ferdinando (en))
- 2024 : Constellation : Ian Rogers (Shaun Dingwall (en))
- 2024 : The Big Cigar : Stanley Schneider (Noah Emmerich) (mini-série)
- 2025 : Complicités : Bill Braddock (Matthew Modine) (mini-série)
- 2025 : Miss Governor (en) : le gouverneur Harper (Robert Craighead)

#### Séries d'animation
- 1992 : Inspecteur Poisson : l'inspecteur Gil
- 1992 : Batman : Lucius Fox (épisode 38) et Cameron Kaiser (épisode 41)
- 1993 : Animaniacs : le narrateur (épisode 9) et Dan Raseur (épisode 41)
- 1996 : Princesse Shéhérazade : l'arbre chanteur (épisodes 13 et 33)
- 1996-1997 : Gargoyles, les anges de la nuit : Owen Burnett (2e voix)
- 2017-2021 : La Bande à Picsou : Arsène, Lunaris et le C.O.P.A.I.N.
- 2019 : Scooby-Doo et Compagnie :  Mark Hamill[5] (saison 1, épisode 15)
- 2021-2023 : What If...? : Grand Maître[6] (saison 1, épisode 7 et saison 2, épisode 4)
- 2023 : Agent Elvis : Robert Goulet
- 2023 : Captain Fall : le capitaine Herman Tucker

#### Séries télévisées documentaires
- 2006 : Prehistoric Park : le narrateur de Prehistoric Park (David Jason)
- 2019 : Le Monde selon Jeff Goldblum : lui-même (Jeff Goldblum)

#### Webséries
- 2014 : Out with Dad[7] : Steven LeMay (Robert Nolan)
- 2023 : Overwatch : Genèse : le lieutenant-général Ricardo Perez

### Jeux vidéo
- 1995 : Fade to Black : Conrad[n 6]
- 1999 : Koudelka : Edward Plunkett
- 1999 : Legacy of Kain: Soul Reaver : Raziel
- 1999 : Quake III Arena : voix additionnelles[n 6]
- 2000 : Galerians : Dr Lem
- 2000 : MediEvil II : Daniel Fortesque[n 6]
- 2001 : Legacy of Kain: Soul Reaver 2 : Raziel
- 2003 : Legacy of Kain: Defiance : Raziel
- 2004 : Halo 2 : R'tas 'Vadumee, capitaine des SpecOps
- 2005 : Age of Empires III : Napoléon 1er , Nathaniel Black et Ackbar le Grand
- 2005 : Still Life : David Miller[n 6]
- 2007 : Halo 3 : R'tas 'Vadum, le leader des Séparatistes Covenants dans Halo 3
- 2007 : Mass Effect : l'officier responsable de la logistique du Normandy (soute)
- 2009 : Dragon Age: Origins : Zathrian
- 2009 : Halo Wars : Capitaine Cutter
- 2009 : Risen : Carlos[n 6]
- 2009 : Runaway: A Twist of Fate : Dr Benett
- 2010 : Mass Effect 2 : Ronald Taylor
- 2011 : Star Wars: The Old Republic : Lieutenant Trace
- 2014 : The Elder Scrolls Online : Abnur Tharn[n 6]
- 2015 : The Witcher 3: Wild Hunt : Francis Bedlam « le roi des mendiants » et voix additionnelles
- 2016 : Homefront: The Revolution : le maire William Simpson
- 2017 : Dishonored : La Mort de l'Outsider : Alvaro Cardoza[n 6]
- 2017 : Mass Effect: Andromeda : voix additionnelles[n 6]
- 2018 : Jurassic World Evolution : Ian Malcolm[n 7],[n 6]
- 2018 : World of Warcraft: Battle for Azeroth : Frère Pike
- 2018 : Thronebreaker: The Witcher Tales : Ardal aep Dahy[n 6]
- 2019 : Death Stranding : Viktor Frank, l'ancien
- 2021 : Jurassic World Evolution 2 : Ian Malcolm[n 7]
- 2022 : Horizon Forbidden West : Tekotteh
- 2022 : Lego Star Wars : La Saga Skywalker : Luke Skywalker (âgé)
- 2023 : Resident Evil 4 : Albert Wesker[n 6]
- 2023 : The Legend of Zelda: Tears of the Kingdom : Rauru
- 2023 : Final Fantasy XVI : Morcant, Everard, Jaro et voix additionnelles
- 2025 : Death Stranding 2: On the Beach : Victor Frank, l'ancien

### Direction artistique
Films
- 2007 : Entreprise Séduction

Téléfilms
- 2006 : Une terre à gagner
- 2006 : Helen, Fred & Ted
- 2006 : Chantage sur la ville
- 2007 : Une bonne mère
- 2007 : À la frontière
- 2007 : L'enlèvement
- 2008 : Un risque à prendre
- 2008 : Embrassez-le pour moi
- 2010 : Boxhagener Platz
- 2012 : Le Déshonneur d'un colonel[8]
- 2012 : L'Enfer au paradis : Le Destin tragique d'Alice H.

Série télévisée
- 2009 : Quatuor pour une enquête

## Voix off
- Star Wars: Les Origines d'une saga (2014)
- Premier Contact (2013)[Quoi ?]
- Templiers : De l'Histoire à la Légende (2008)[Quoi ?]
- Le Secret de la Lance (Puy du Fou)[Quoi ?] : la chevalier Fulgent
- Disneyland Paris : le capitaine du Molly Brown ([Quoi ?]
- Prehistoric Park (2006) : le narrateur.

### Publicités
- Dyson (2022)
- Mutti (2023)
- Innocent (2024)